# Seiko Noda

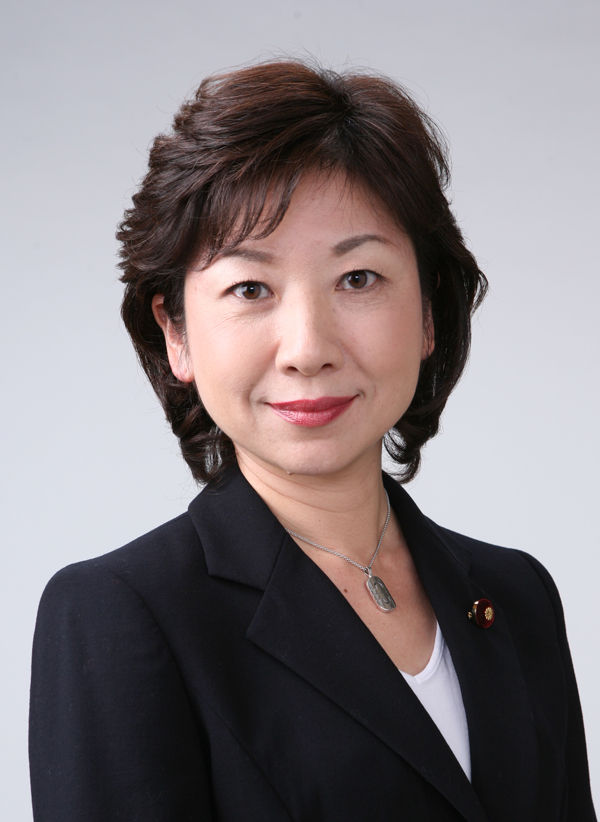
Seiko Noda (2008)

Seiko Noda (jap. 野田 聖子 Noda Seiko; * 3. September 1960 in Kitakyūshū, Präfektur Fukuoka als Seiko Shima (島 聖子 Shima Seiko)) ist eine japanische Politikerin der Liberaldemokratischen Partei (LDP), Abgeordnete im Shūgiin, des Unterhauses der Kokkai, für den 1. Wahlkreis Gifu, Ministerin für Geburtenrückgang & Geschlechtergleichstellung und für Regionalbelebung (siehe Abenomics) im Kabinett Kishida und unter anderem ehemalige Post- und Innenministerin. Sie gehört innerparteilich derzeit keiner Faktion an.

## Leben
Noda wurde als älteste Tochter eines Nippon-Steel-Angestellten geboren, ihr Groß- und späterer Adoptivvater Uichi war Abgeordneter des Shūgiin aus der Präfektur Gifu und ehemaliger Bauminister. Nach dem Besuch der Futaba- und Jonesville-Oberschulen in Ōta und Jonesville studierte sie Vergleichende Kulturwissenschaft an der Sophia-Universität. Nach ihrem Abschluss 1983 arbeitete sie zunächst für das Teikoku Hotel (Imperial Hotel). Ein Jahr später wurde sie von ihrem Großvater adoptiert und nahm den Namen Noda an.
1986 wurde Noda in das Präfekturparlament von Gifu gewählt. 1990 kandidierte sie als Unabhängige erstmals für das Shūgiin, wurde aber erst bei der folgenden Wahl 1993 als LDP-Kandidatin im Fünfmandatswahlkreis Gifu 1 gewählt. Sie wurde bis einschließlich 2024 insgesamt zehnmal wiedergewählt, seit 1996 im neuen Einzelwahlkreis Gifu 1 (2009 nur im Verhältniswahlblock Tōkai). Innerparteilich schloss sie sich zunächst der Kōmoto-Faktion an.
1996 war Noda parlamentarische Staatssekretärin (seimujikan) im Postministerium unter Premierminister Ryūtarō Hashimoto. 1998 berief sie Keizō Obuchi zur Postministerin, 1999 wurde sie durch Eita Yashiro ersetzt. 2005 stellte sie sich gegen die von Jun’ichirō Koizumi betriebene Privatisierung der Staatspost, stimmte gegen das Privatisierungsgesetz und musste bei den resultierenden Neuwahlen ohne die Unterstützung der LDP antreten. Koizumi stellte als „Attentäter“-Kandidatin Yukari Satō gegen Noda auf, die jedoch mit 96.985 zu 81.189 Stimmen siegreich blieb.
2006 kehrte Noda in die LDP zurück, schloss sich dort aber keiner Faktion an. 2008 setzte sie sich in einer von den Medien als „Kampf der Madonnen“ titulierten erneuten Duell mit Satō um die LDP-Kandidatur im 1. Wahlkreis Gifu durch. Im August desselben Jahres berief sie Premierminister Yasuo Fukuda bei einer Kabinettsumbildung als eine von zwei Frauen zur Staatsministerin. Sie blieb im Kabinett Asō bis September 2009 Staatsministerin für Lebensmittelsicherheit, Wissenschaft und Technologie, Verbraucherschutz und Raumfahrt. Bei der Shūgiin-Wahl 2009 verlor Noda ihren Wahlkreis und wurde nur über den Verhältniswahlblock Tōkai wiedergewählt.
Bei der Shūgiin-Wahl 2012 konnte sie mit knapp 50 % der Stimmen den Wahlkreis Gifu 1 für die LDP zurückgewinnen. Anschließend berief Shinzō Abe sie als Exekutivratsvorsitzende in den engeren Kreis der Parteiführung. 2014 wurde sie durch Toshihiro Nikai abgelöst. Im Herbst 2015 wollte sie gegen Abe bei der Wahl zum LDP-Vorsitz antreten, fand aber nicht die für eine Kandidatur nötigen 20 Unterstützer.
Noda war von 2001 bis 2007 mit dem Shūgiin-Abgeordneten Yōsuke Tsuruho (Konservative Partei; später LDP, Nikai-Gruppe→Nikai-Faktion) verheiratet.
Premierminister Shinzō Abe berief Noda am 3. August 2017 als Innenministerin in das zum dritten Mal umgebildete Kabinett Shinzō Abe III. Am 2. Oktober 2018 wurde sie durch Masatoshi Ishida ersetzt. Von 2018 bis 2019 war sie Vorsitzende des Shūgiin-Haushaltsausschusses.
Bei der Wahl des LDP-Vorsitzenden 2021 kandidierte Noda und unterlag im ersten Wahlgang Fumio Kishida, Tarō Kōno und Sanae Takaichi. In den folgenden Kabinetten Kishida (I und II) wurde sie Ministerin beim Kabinettsamt für Geburtenrückgang & Geschlechtergleichstellung und „Regionalbelebung“ (chihō sōsei; die Förderung des zuerst/stärker vom demographischen Wandel betroffenen ländlichen Raums, als Ministerposten 2014/15 eingerichtet und manchmal auch local Abenomics genannt).